# Austrogomphus angeli
Austrogomphus angeli är en trollsländeart som beskrevs av Tillyard 1913. Austrogomphus angeli ingår i släktet Austrogomphus och familjen flodtrollsländor. IUCN kategoriserar arten globalt som otillräckligt studerad. Inga underarter finns listade i Catalogue of Life.